# You Should Meet My Son 2!
You Should Meet My Son 2! è un film del 2018 diretto da Keith Hartman.
Si tratta del sequel, solo nominale, del film You Should Meet My Son!.

## Trama
Una madre molto religiosa decide di impedire il matrimonio del figlio gay, ma i suoi piani falliscono quando stringe amicizia con il fidanzato del figlio ed inizia a dispensare consigli sulla loro relazione.